# ピエール・セリジアの肖像
『ピエール・セリジアの肖像』（ピエール・セリジアのしょうぞう、仏: Portrait de Pierre Sériziat, 英: Portrait of Pierre Seriziat）は、フランスの新古典主義の巨匠ジャック＝ルイ・ダヴィッドが1795年に制作した絵画である。油彩。義兄ピエール・セリジア（Pierre Sériziat）を描いた作品で、彼の妻を描いた『セリジア夫人の肖像』（Portrait de Madame Seriziat）と対作品。現在はともにパリのルーヴル美術館に所蔵されている。また異なるバージョンがオタワのカナダ国立美術館に所蔵されている。

## 制作背景

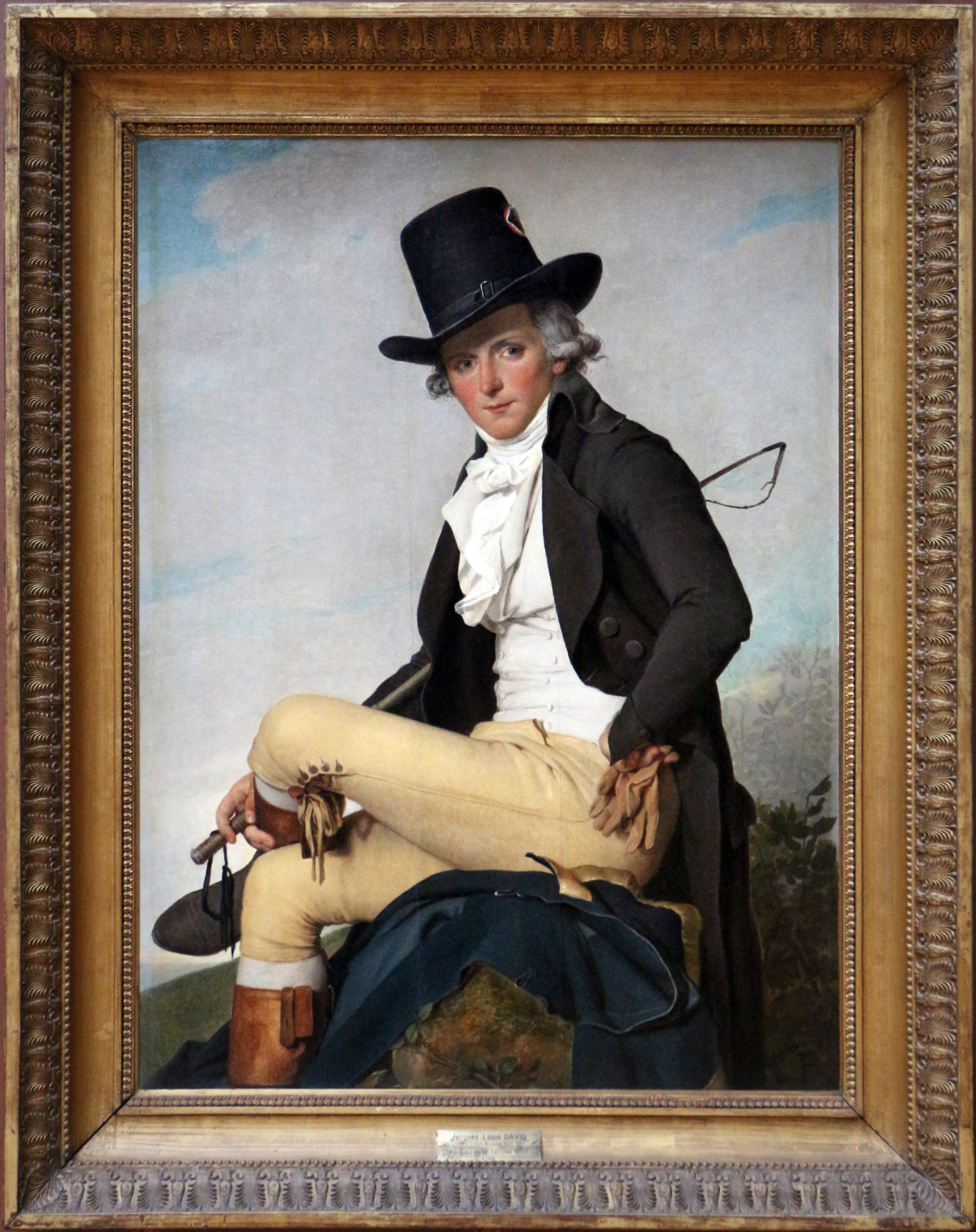
額縁。

ロベスピエールの恐怖政治に加担したダヴィッドであったが、ロベスピエールが1794年7月28日に処刑されると、ダヴィッドもまた8月2日に逮捕された。彼は1か月の間、オテル・デ・フェルムの留置所に囚われたのち、リュクサンブール宮殿に移され、そこで唯一の風景画『リュクサンブール庭園の眺め』（Vue du jardin du Luxembourg à Paris）や『サビニの女たち』（Les Sabines）の最初の習作を制作した。弟子たちの訴えで12月28日に釈放されたが、一連の出来事は美術界に敵を作り出し、激しい弾劾と中傷を受けた。ダヴィッドは身の危険を感じ、また重病にかかったため、国民公会に許可を得て1795年4月にパリ郊外のサン＝トゥアンにいた友人で義兄のピエール・セリジアのもとに身を寄せた。セリジアの妻エミール・ペクル（Émilie Pecoul）はダヴィッドの妻シャルロット（Charlotte Pécoul）の姉であった。彼らはダヴィッドに対して好意的で、ダヴィッドもまた友情の証として同年5月頃にエミールの肖像画の制作を開始した。5月29日に再逮捕され、コレージュ・デ・キャトロ・ナシオンの留置所に連行されたが、エミールの家族の尽力もあって8月初めに釈放され、その月のうちに彼女の肖像画を完成させた。さらにその後、ピエールの肖像画を制作し、9月の終わりから10月の初めごろに完成させた。

## 作品

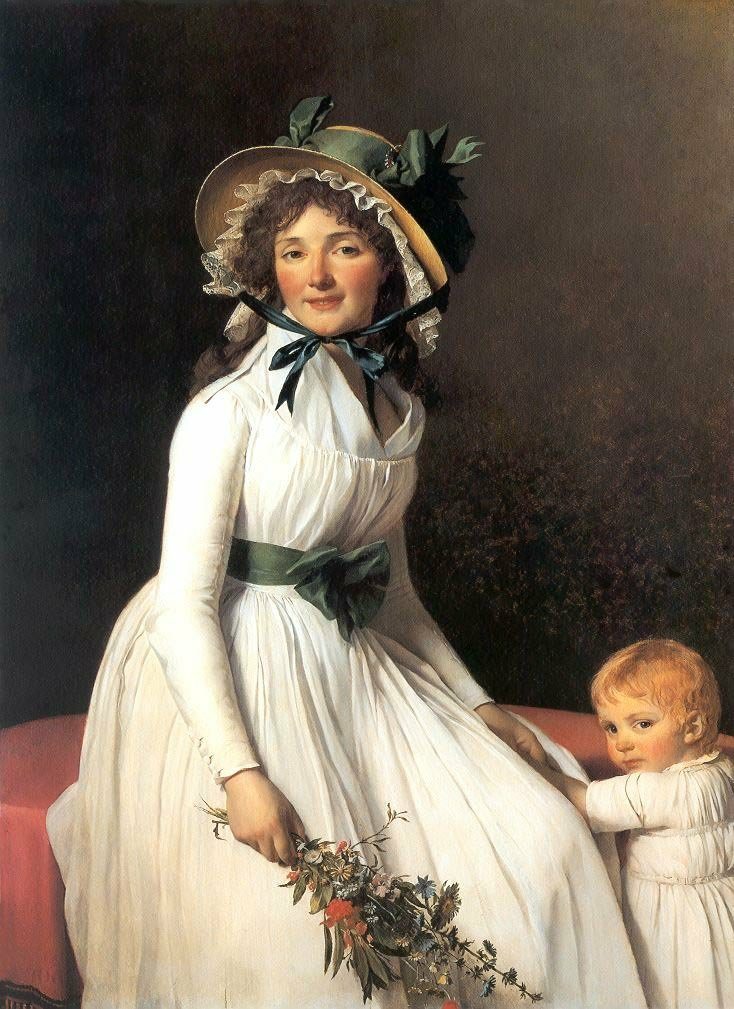
対作品の『セリジア夫人の肖像』。1795年。ルーヴル美術館所蔵。

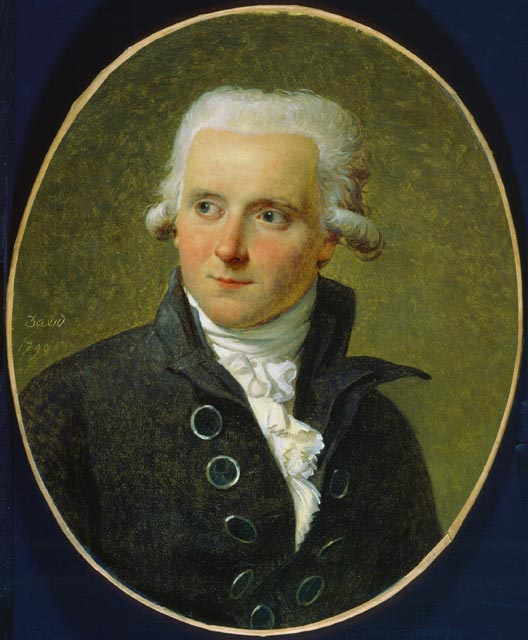
『ピエール・セリジアの肖像』1790年頃 カナダ国立美術館所蔵。

ダヴィッドは丘の上で優雅に座ったピエール・セリジアを描いている。彼は腰かけた岩に外套を敷き、真横に近い角度で座っているが、わずかに身体を開いて鑑賞者のほうに視線を向けている。ただしその視線は真正面ではなく少し右に流れている。ピエールは左足を右膝の上に乗せており、小脇に挟んだ乗馬用の鞭を右手に持っている。一方、左手は手袋を握ったまま腰に当てている。ピエールの物腰は自然であり、表情は非常に生き生きとしている。そこには優しさと、好奇心、素朴さがあり、時に鋭さと皮肉っぽさを垣間見ることができる。背景の空はほとんど雲で覆われているが、斜めに入った狭い隙間から青空が覗いており、左からわずかばかりの秋の夕日が差し込んでいる。

肖像画は簡素でありながら新鮮で、ダヴィッドの鋭い観察眼を示している。また同時にダヴィッドがテルミドール以降、心の平穏を取り戻していることを示している。

私は1分たりとも無駄に過ごしてはいません。二つ目の肖像画が出来上がりそうです。義姉の肖像画が完成したので、今度は彼女の夫のものを制作していますが、彼はまことに親切で今後とも付き合いやすい人です。生活もとても気に入っています。私はたいへんここの生活が気に入っています。自然のただなかにいて、田園生活と自分の芸術に係わりのある仕事だけに没頭しています。

ダヴィッドはピエールの服装の色彩について別段選ぶことをしていない。しかしダヴィッドはそれらの色彩を明確な秩序の中に再構成して、巧みに配色している。衣装の白色と黄色の色調は表情の若々しさを強調し、その上にある強い色彩は優雅な物腰にひとつの枠を与えている。

## 来歴
夫婦の肖像画は完成するとその年のサロンに出展され、ダヴィッドが苦難を乗り越え、画家として健在であることを示した。1902年に取得された。